# Bans
Bans é uma comuna francesa na região administrativa de Borgonha-Franco-Condado, no departamento de Jura. Estende-se por uma área de 3,92 quilômetros quadrados. Em 2010 a comuna tinha 199 habitantes (densidade: 50,8 hab./km²).